# Vlietmolen (Lexmond)
De Vlietmolen is een wipmolen aan de Zederikkade in Lexmond in de Nederlandse gemeente Vijfheerenlanden. Hij is gebouwd ten behoeve van de bemaling van de polder Lakerveld. De molen bemaalde deze samen met de Bonkmolen en de verdwenen Lekkersche Molen' en de eveneens verdwenen "Rode of Overtogtmolen. De Vlietmolen is tot 1986 in bedrijf geweest. Jan van Wijk was de laatste molenaar in dienst van de polder en heeft deze taak meer dan 60 jaar volgehouden.
Op 1 november 1997 brak ten gevolge van een slecht werkend rookkanaal brand in de molen uit. Hierdoor ontstond grote schade aan de Vlietmolen. Van 2001 tot 2002 is de molen geheel maalvaardig gerestaureerd. Eind 2005 is het onderwiel als gevolg van schade van het blus- en regenwater kapotgegaan. 10 november 2011 kon de molen weer water geven. Het onderwiel is op de kruisamen na geheel vernieuwd.
De molen slaat het water uit met behulp van een scheprad met een diameter van 5,62 meter en een breedte van 41 cm. De Vlietmolen, die sinds 1972 eigendom is van de SIMAV, wordt bewoond en is uitsluitend na afspraak te bezichtigen.